# Derrick Luckassen
Derrick Luckassen (Amsterdam, 3 juli 1995) is een Nederlands voetballer die doorgaans als verdediger speelt. Luckassen is een broer van profvoetballers Kevin Luckassen, Brian Brobbey en Samuel Brobbey.

## Carrière

### AZ
Luckassen stroomde in 2014 door vanuit de jeugd van AZ. Hij maakte op 30 augustus 2014 zijn debuut in het eerste elftal, als basisspeler in een met 1–3 gewonnen competitiewedstrijd in en tegen FC Dordrecht. Hij speelde in deze wedstrijd 85 minuten mee, waarna Viktor Elm voor hem inviel. Luckassen maakte op 18 april 2015 zijn eerste doelpunt voor AZ, uit een vrije trap tijdens een competitiewedstrijd thuis tegen ADO Den Haag. Hij debuteerde in het seizoen 2015/16 in de Europa League. Een jaar later groeide hij uit tot basisspeler bij AZ.

### PSV
Luckassen tekende in juli 2017 een contract tot medio 2022 bij PSV. Beide ploegen deden geen uitspraken over de transfersom. Verschillende media gingen uit van circa €5.000.000,-. Luckassen maakte op 3 augustus 2017 zijn debuut voor PSV. Hij begon die dag in het basiselftal tijdens een met 1–0 verloren wedstrijd in de derde voorronde van de Europa League 2017/18, uit tegen NK Osijek. Zijn competitiedebuut voor PSV volgde op 20 augustus 2017. Hij kreeg toen een basisplaats tijdens een met 1–4 gewonnen wedstrijd uit bij NAC Breda. Luckassen behield zijn positie in de startopstelling niet. Trainer Phillip Cocu gaf gedurende het seizoen 2017/18 de voorkeur doorgaans aan een centraal duo met Nicolas Isimat-Mirin en Daniel Schwaab. Nadat Mark van Bommel in juli 2018 Cocu opvolgde, veranderde Luckassens perspectief niet. PSV verhuurde hem in augustus 2018 vervolgens voor een jaar aan Hertha BSC. Na zijn terugkeer bij PSV begon hij het seizoen 2019/20 als basisspeler in zowel de wedstrijd om de Johan Cruijff Schaal 2019 als in twee wedstrijden in de voorronden van de Champions League tegen FC Basel. PSV verhuurde hem in augustus 2019 niettemin weer voor de rest van het seizoen, deze keer aan RSC Anderlecht. Ook voor het seizoen 2020-21 werd Luckassen verhuurd aan RSC Anderlecht. In januari 2021 werd deze verhuur vroegtijdig beëindigd en Luckassen werd vervolgens verhuurd aan het Turkse Kasımpaşa SK. Nadat hij nog een jaar werd verhuurd aan een andere Turkse club, namelijk Fatih Karagümrük, vertrok Luckassen in september 2022 definitief bij PSV, hij vertrok naar het Israëlische Maccabi Tel Aviv.

## Clubstatistieken
| Seizoen         | Club               | Competitie      | Competitie | Competitie | Beker | Beker | Internationaal | Internationaal | Overige | Overige | Totaal | Totaal |
| Seizoen         | Club               | Competitie      | Wed.       | Dlp.       | Wed.  | Dlp.  | Wed.           | Dlp.           | Wed.    | Dlp.    | Wed.   | Dlp.   |
| --------------- | ------------------ | --------------- | ---------- | ---------- | ----- | ----- | -------------- | -------------- | ------- | ------- | ------ | ------ |
| 2014/15         | AZ                 | Eredivisie      | 13         | 1          | 1     | 0     | —              | —              | —       | —       | 14     | 1      |
| 2015/16         | AZ                 | Eredivisie      | 21         | 1          | 3     | 0     | 7              | 0              | —       | —       | 31     | 1      |
| 2016/17         | AZ                 | Eredivisie      | 31         | 3          | 5     | 1     | 12             | 2              | 4       | 0       | 52     | 6      |
| 2017/18         | PSV                | Eredivisie      | 19         | 0          | 2     | 1     | 1              | 0              | —       | —       | 22     | 1      |
| 2018/19         | → Hertha BSC       | Bundesliga      | 4          | 0          | 0     | 0     | —              | —              | —       | —       | 4      | 0      |
| 2019/20         | PSV                | Eredivisie      | 0          | 0          | 0     | 0     | 2              | 0              | 1       | 0       | 3      | 0      |
| 2019/20         | → RSC Anderlecht   | Eerste klasse A | 18         | 0          | 3     | 1     | —              | —              | —       | —       | 21     | 1      |
| 2020/21         | → RSC Anderlecht   | Eerste klasse A | 8          | 0          | 0     | 0     | —              | —              | —       | —       | 8      | 0      |
| 2020/21         | → Kasimpasa        | Süper Lig       | 16         | 0          | 1     | 0     | 0              | 0              | 0       | 0       | 17     | 0      |
| 2021/22         | → Fatih Karagümrük | Süper Lig       | 20         | 0          | 1     | 1     | —              | —              | —       | —       | 21     | 1      |
| 2022/23         | Maccabi Tel Aviv   | Ligat Ha'Al     | 0          | 0          | 0     | 0     | 0              | 0              | 0       | 0       | 0      | 0      |
| Carrière totaal | Carrière totaal    | Carrière totaal | 150        | 5          | 16    | 4     | 22             | 2              | 5       | 0       | 193    | 11     |

Bijgewerkt op 4 september 2022

## Erelijst
| Kampioen Eredivisie | 1x | 2017/18 |

## Interlandcarrière
Luckassen kwam uit voor de Nederlandse elftallen onder 18, onder 19, onder 20 en onder 21.